# Предео изузетних одлика Заовине
Предео изузетних одлика Заовине се налази на јужним падинама планине Таре. Предеона целина оивичена је узвишењима од којих су најистакнутија Збориште (1544m), Гавран (1453m), Камаљ (1353m), Пасак вис (1253m), Кик (1208m), Томића бријег (1261m) и Липовачки врх (1245m).

## Границе и површина
Ово заштићено подручје на југозападу је оивичено границом са Републиком Српском од локалитета Дикава, преко врха Јањач, Црвене Стене и Тетребица до локалитета Бијела липа. Према југоистоку Заовине се граниче са Парком природе „Шарган - Мокра Гора”, а према северу са НП Тара. Подручје Заовина је на основу Просторног плана НП Тара представљало део заштитне зоне Националног парка све до 2008. године када је Решењем о претходној заштити Завода за заштиту природе Србије добило статус Предела изузетних одлика.
Заузима површину од 6.264,59ha. У режиму заштите  степена налази се 58,26ha, у режиму заштите  степена 1.160,13ha, и у режиму заштите  степена 5.046,20ha. Режимом заштите  степена обухваћени су локалитети Змајевачки поток, Врањак и кањон Склопови. Режимом заштите  степена обухваћени су локалитети остењак Равна стијена, Тетребица, Јањач, Тренице, Поповића поток и Глог. Уредба о трајној заштити овог подручја још увек није донета.
На основу Закона о националним парковима из 2015. године ово подручје је припојено НП Тара,